# Metcalfiella cinerea
Metcalfiella cinerea är en insektsart som beskrevs av Leon Fairmaire 1846. Metcalfiella cinerea ingår i släktet Metcalfiella och familjen hornstritar. Inga underarter finns listade i Catalogue of Life.